# Kenny Roberts (natation)
Pour les articles homonymes, voir Kenny Roberts (homonymie) et Roberts.
Kenny Roberts, né le 12 mai 1978, est un nageur seychellois.

## Carrière
Kenny Roberts dispute les Jeux olympiques d'été de 1992 à Barcelone, sans parvenir à aller au-delà des séries dans les cinq épreuves auxquelles il s'est aligné, ainsi que les Jeux olympiques d'été de 1996, où il est éliminé en séries du 100 mètres nage libre.
Aux Jeux africains de 1999 à Johannesbourg, Kenny Roberts est médaillé de bronze du 200 mètres quatre nages, du 400 mètres quatre nages ainsi que du relais 4 x 200 mètres nage libre,.
Il dispute ensuite les Jeux olympiques d'été de 2000 à Sydney, où il est à nouveau éliminé dès les séries dans l'épreuve du 100 mètres nage libre.
Aux Jeux des îles de l'océan Indien 2003 à Maurice, Kenny Roberts est médaillé d'or du 100 mètres nage libre et du 100 mètres papillon, médaillé d'argent du 200 mètres nage libre et du 400 mètres quatre nages, et médaillé de bronze du 50 mètres nage libre.
Aux Jeux des îles de l'océan Indien 2007 à Antananarivo, il est médaillé de bronze du 100 mètres papillon et du 400 mètres quatre nages.